# Julia Beckett
Julia Beckett, née le 4 juillet 1986 à Winchester, est une nageuse britannique spécialiste de nage libre. Elle a participé aux Jeux olympiques de Pékin 2008.

## Palmarès

### Championnats du monde

#### Petit bassin
- Championnats du monde 2008 à Manchester (Royaume-Uni)
  -  Médaille de bronze du relais 4 × 100 m nage libre.

### Jeux du Commonwealth
- Jeux du Commonwealth de 2006 à Melbourne (Australie) : 
  -  Médaille d'argent du relais 4 × 200 m nage libre.